# Ernst Ewers
Ernst Gustav Ewers (né le 29 septembre 1873 à Düsseldorf et mort le 14 novembre 1940 à Hambourg) est un officier de marine allemand, plus récemment contre-amiral.

## Marine impériale: période d'avant-guerre
Ewers est le fils du peintre de genre de Düsseldorf Heinrich Ewers (de) et de sa femme Maria née aus’m Weerth, et le frère de l'écrivain Hanns Heinz Ewers. Il suit la formation typique d'officier de marine de la marine impériale, y compris la formation avancée de deux ans à bord en tant qu'aspirant à partir de 1892 sur la frégate blindée SMS König Wilhelm. Son premier commandement est le torpilleur SMS S 67, qu'il occupe en tant que premier lieutenant en mer jusqu'au 8 mai 1900. Il est ensuite transféré sur la nouvelle canonnière SMS Luchs, mise en service le 15 mai 1900 et prévue pour la station d'Amérique de l'Est, mais qui est ensuite envoyée à l'Escadre d'Extrême-Orient en Chine en raison de la révolte des Boxers. Juillet 1900 quitte Kiel pour l'Asie de l'Est le 7 juillet 1900. Dans le livre d'adresses de la région allemande de Kiautschou de 1902, le lieutenant de vaisseau Ewers est mentionné comme premier officier du Luchs, et de janvier à mars 1903, il en est également le commandant par intérim. On ne sait pas quand Ewers est retourné en Allemagne. Par la suite, il suit la formation d'officier d'état-major et sert dans différentes positions d'état-major et de service à bord.

## Première Guerre mondiale
Au début de la Première Guerre mondiale, Ewers, devenu entre-temps capitaine de frégate, est nommé commandant du croiseur léger SMS Nymphe, déjà désarmé en 1909 et réactivé le 2 août 1914, avec lequel il prit la tête de la flottille portuaire de l'Elbe le 8 août 1914, alors que le navire était prêt à être utilisé. Le 3 janvier 1915, il mit en service, en tant que premier commandant de celui-ci, le nouveau petit croiseur Regensburg, avec lequel il participe, dans le cadre du 2e groupe de reconnaissance, principalement à des avancées en mer du Nord et en mer Baltique et assure des opérations de minage. De mars à mai 1915, Ewers, désormais Kapitän zur See, commande le croiseur léger Kolberg, à l'époque le navire amiral du 2e chef des torpilleurs, le capitaine Karl von Restorff (de). Il reprend ensuite en charge le croiseur léger Niobe, réactivé au début de la guerre, avec lequel il effectua un service de garde-côte dans la Baie Allemande jusqu'en septembre 1915 ; il est en même temps commandant de la flottille portuaire du Jade et du Weser. le 8 septembre 1915, il quitte la Niobe et reprend l'ancien navire blindé côtier Heimdall (de), qui appartient depuis le 1er septembre à la division de protection côtière de l'Ems, et donc en même temps la position de chef de la division de protection côtière de l'Ems. Il occupe ce poste jusqu'au 2 mars 1916, date à laquelle le Heimdall est retiré du service.
Après avoir occupé un poste d'état-major pendant six mois, Ewers sert brièvement en septembre 1916 comme commandant de l'ancien cuirassé Hessen, mais est transféré le même mois sur le Schlesien, utilisé comme navire-école, qu'il commande jusqu'en juin 1917. Du 10 juin au 23 juillet 1917, il commande par intérim le cuirassé Westfalen, puis, du 3 au 24 août, le dreadnought König Albert. Il commande à nouveau ce navire de grande ligne du 1er décembre 1917 jusqu'à la fin de la guerre, soit jusqu'au 3 décembre 1918. La dernière mission du navire est le service d'avant-garde dans la Baie Allemande et se termine le 10 novembre à Wilhelmshaven, où l'équipage rejoint immédiatement le soulèvement des marins et donc la révolution de novembre. Ewers transfère son navire vers la fin novembre 1918 dans la flotte de haute mer pour être interné à Scapa Flow puis retourne en Allemagne.

## Reichsmarine provisoire
Après la fin de la guerre, il est nommé Kommodore et commandant de la sécurité de la mer Baltique (de) dans la Reichsmarine provisoire. Le 8 mars 1920, il est promu contre-amiral. Quelques jours plus tard, il se retrouve impliqué dans le putsch de Kapp, qui a commencé le 13 mars 1920, lorsqu'il est nommé chef de la station navale de la mer Baltique (de) en remplacement duontre-amiral Magnus von Levetzow, destitué pour son soutien aux putschistes. Dès le lendemain, Levetzow, qui ne reconnaît pas son remplaçant, fait arrêter Ewers par les troupes anti-républicaines. Ce n'est que lorsque Levetzow s'éloigne de Kiel le 21 mars qu'Ewers peut reprendre ses nouvelles fonctions. Cependant, il est lui-même relevé dès le 23 mars et mis à la disposition du chef de la station navale de la mer Baltique ou du chef de l'amirauté. Il est mis à la retraite avec effet au 30 septembre 1920 